# 杜罗河畔比利亚尔瓦
杜罗河畔比利亚尔瓦（西班牙語：Villalba de Duero）是西班牙卡斯蒂利亚-莱昂布尔戈斯省的一个市镇。总面积14平方公里，总人口620人（2001年），人口密度44人/平方公里。